# Oh! Susanna
Oh! Susanna è un brano musicale scritto da Stephen Foster e pubblicato nel 1848.

## Storia
Foster ricevette per la pubblicazione circa 100 dollari, e il pezzo venne ripreso quasi come un inno durante la corsa all'oro californiana. La canzone somiglia più ad una polka, e Foster vi mescola toni comici e sentimentali. Nel 1846, Stephen Foster si trasferì a Cincinnati, in Ohio, e divenne contabile nella compagnia di navigazione di suo fratello. Mentre era a Cincinnati, Foster scrisse "Oh! Susanna", probabilmente per il suo club maschile. La canzone è stata eseguita per la prima volta da un quintetto locale in un concerto all'Andrews' Eagle Ice Cream Saloon a Pittsburgh, in Pennsylvania, l'11 settembre 1847. Fu pubblicato per la prima volta da W. C. Peters & Co. a Cincinnati nel 1848. Le compagnie di menestrelli in blackface eseguirono degli arrangiamenti del brano, e, come era comune all'epoca, molti registrarono la canzone per il copyright con il proprio nome. Di conseguenza, fu protetto da copyright e pubblicato almeno ventuno volte dal 25 febbraio 1848 al 14 febbraio 1851. Foster guadagnò solo 100 dollari (l'equivalente di 2,774 dollari nel 2016) per la canzone, ma la sua popolarità ha portato la casa editrice Firth, Pond & Company a offrirgli un tasso di due centesimi per copia di spartiti venduti, convincendolo a diventare il primo cantautore completamente professionale negli Stati Uniti.
Il nome Susanna potrebbe riferirsi alla defunta sorella di Foster, Charlotte, il cui secondo nome era Susannah.

## Oh Susanna: Analisi del brano
La canzone fonde insieme una varietà di tradizioni musicali. Il verso di apertura si riferisce a "un banjo sul ginocchio", ma la canzone prende il suo ritmo dalla polca, che aveva appena raggiunto gli Stati Uniti dall'Europa. Lo scrittore e musicista Glenn Weiser afferma che la canzone incorpora degli elementi di due composizioni precedenti, entrambe pubblicate nel 1846: "Mary Blane", di Billy Whitlock, e "Rose of Alabama", di Silas S. Steele. Egli sottolinea che la melodia del verso di "Oh! Susanna" assomiglia a quella di "Mary Blane", e l'inizio del ritornello di "Oh! Susanna" è quasi identico a quello di "Rose of Alabama". Inoltre, le linee di storia di entrambi "Oh! Susanna" e "The Rose of Alabama" coinvolgono un amante che passa da uno Stato del Sud all'altro con il suo bangio in cerca della sua amata, il che suggerisce che Foster abbia preso ispirazione per i suoi testi dalla canzone di Steele.
I primi due versi della melodia sono basati sulla scala pentatonica maggiore. I testi sono in gran parte senza senso, come si vede in versi come "Ha piovuto tutta la notte il giorno che sono partito, Il clima era secco, Il sole così caldo, che sono morto di freddo..." (primo verso) e "Ho chiuso gli occhi per trattenere il respiro..." (secondo verso). È una delle poche canzoni di Foster che usano la parola "negro" (altre sono "Old Uncle Ned" e "Oh! Lemuel", entrambe anche tra le prime opere di Foster), che appare nel secondo verso (De lectric fluid magnified, And killed five hundred nigger). L'ortografia insolita e la punteggiatura mancante (per esempio, dont) si trovano anche nella versione pubblicata.

## Testo e varianti

### Versione della Biblioteca del Congresso
[V1] I come from Alabama with my Banjo on my knee__
I'se gwine to Lou'siana
My true lub for to see.
It rain'd all night de day I left, 
De wedder it was dry;
The sun so hot I froze to def__
Susanna, dont you cry.
(Ritornello)
Oh! Susanna, do not cry for me;
I come from Alabama, 
Wid my Banjo on my knee.
[V2] I jump'd aboard the telegraph and trabbled down de ribber,
De lectrick fluid magnified, and kill'd five hundred Nigga.
De bulgine bust and de hoss ran off, I really thought I'd die;
I shut my eyes to hold my bref__ Susanna dont you cry.
(Ritornello)
[V3] I had a dream de udder night, when ebry ting was still;
I thought I saw Susanna dear, a coming down de hill,
De buckweat cake was in her mouf, de tear was in her eye,
I says, I'se coming from de souf,__ Susanna dont you cry.
(Ritornello)

### Seconda versione
(Testo:)
1. I come from Alabama with my Banjo on my knee—
I'm goin' to Louisiana my true love for to see.
It rained all night the day I left, the weather it was dry;
The sun so hot I froze to death—Susanna, don't you cry.
(Ritornello)
Oh! Susanna, do not cry for me;
I come from Alabama, with my Banjo on my knee.
(Il verso seguente viene cantato raramente nella sua versione originale; la parola "nigger" viene spesso sostituita con "chigger".)
2. I jumped aboard the telegraph and traveled down the river,
Electric fluid magnified, and killed five hundred nigger.
The bullgine bust, the horse ran off, I really thought I'd die;
I shut my eyes to hold my breath—Susanna, don't you cry.
(Ritornello)
3. I had a dream the other night, when everything was still;
I thought I saw Susanna dear, a comin' down the hill.
The buckwheat cake was in her mouth, a tear was in her eye,
I says, "I've coming from the South"-Susanna, don't you cry.
(Ritornello)
(Venne aggiunto un quarto verso non autorizzato:)
4. I soon will be in New Orleans, and then I'll look all around,
And when I find Susanna, I'll fall upon the ground.
But if I do not find her, this darkie'll surely die,
And when I'm dead and buried—Susanna, don't you cry.

### Versione moderna
Oh, I come from Alabama with a banjo on my knee!
Going to Louisiana, my true love for to see
Oh Susanna! Oh don't you cry for me!
For I come from Alabama with a banjo on my knee
It rained all night the day I left, the weather it was dry
The sun so hot I froze to death, Susanna don't you cry
Oh Susanna! Oh don't you cry for me!
For I come from Alabama with a banjo on my knee!

#### Terza e quarta strofa alternativi
I had a dream the other night, when everything was still
I thought I saw Susanna dear a-comin' down the hill
A red red rose was in her hand, a tear was in her eye
I said I come from dixieland, Susanna don't you cry!
I soon will be in New Orleans, and then I'll look around,
And when I find Susanna, I'll fall upon the ground.
But if I do not find her, then surely I will die,
And when I'm dead and buried —Susanna, don't you cry.

#### Seconda strofa alternativa
I jumped aboard [a] telegraph and traveled down the [tracks],
Electric fluid magnified, and [shocked a] hundred [Jacks].
The [engine] bust, the horse ran off, I really thought I'd die;
I shut my eyes to hold my breath —Susanna, don't you cry.

### Versione delle Merrie Melodies
Questa versione è presente solamente nel cortometraggio della serie Merrie Melodies Caccia all'oro, del 1942. A cantare la canzone è Taddeo (un personaggio affetto da rotacismo):
Oh! Susanna, don't you cry for me!
I'm gonna get me wots of gold out on the Wone Pwaiwie.
Gold is where you find it and when I find that stuff,
I'll dig and dig and dig and dig.
I'll never get enough.
I twamp the pwaiwies and the pwains.
I twudge each weawy mile.
I'll twamp and twudge and twudge and twamp
Until I make my pile.
Oh! Susanna, don't you cwy for me!
I'm gonna dig up lots of gold, V for victowy.
I'm a wagged, wugged wover of the wild unwuwy West.
Of all the things I haven't got, I wike gold the best.
Oh, it wained all night of the day I weft, the weather was so dwy;
It was so warm I fwoze to death—Susanna, don't you cwy.
Oh! Susanna, don't you cwy for me!
I'm gonna get me wots of gold, V for victowy!

## Discografia
Una delle prime registrazioni, nella quale si usa il testo originale con la frase "killed five hundred Nigger", fu pubblicata da Harry C. Browne nel 1916 (Columbia COL A-2218). Browne pubblicò anche altre canzoni apertamente razziste nello stesso anno, tra cui Nigger Love a Watermelon Ha! Ha! Ha!.
La canzone è cantata da una band in una scena del film Wilson, durante la Convenzione Democratica Nazionale del 1912.
Una nuova registrazione del 1955 della canzone dei The Singing Dogs raggiunse la posizione numero 22 nella classifica US Billboard Pop Singles.
Una registrazione divertente di "Oh! Susanna" è stata l'ultima traccia del secondo album dei The Byrds, Turn! Turn! Turn! , nel 1965.
Bing Crosby incluse la canzone in un medley nel suo album 101 Gang Songs (1961).
James Taylor ha anche incluso una versione della canzone nel suo secondo album, Sweet Baby James, nel 1970.
Nel 1963, The Big 3 registrò la composizione di Tim Rose "The Banjo Song", che imposta i testi di Foster su una melodia completamente nuova. La melodia di Rose fu poi usata per la hit di Shocking Blue Venus del 1969. [30] Neil Young e Crazy Horse reinterpretano la versione di Rose nel loro album del 2012 Americana.
È stato eseguito dall'orchestra nordcoreana Ch'ŏngbong aktan nel 2016.
I Country Bears eseguirono la canzone in Mickey’s Fun Songs: Campout al Walt Disney World.